# Ходячие мертвецы (комикс)
«Ходячие мертвецы» (англ. The Walking Dead) — серия комиксов, созданная в США Робертом Киркманом. Серия повествует о жизни Рика Граймса, его семьи и других выживших в зомби-апокалипсисе.
«Ходячие мертвецы» в 2010 году получили премию «Айснера» как лучшая продолжающаяся серия комиксов на Comic-Con International в Сан-Диего. По мотивам комикса был создан сериал, премьера которого состоялась в 2010 году на кабельном телеканале AMC. Франшиза также послужила созданию серии игр и серии книг.
С 2013 года по 19 ноября 2015 года официально издавался в России издательством «42». C апреля 2016 года комикс издаётся издательством «Комильфо» .

## Сюжетные арки
Days Gone Bye / Дни Минувшие (1—6)
Рик Граймс, заместитель шерифа из Кентукки, раненый при исполнении служебных обязанностей, выходит из комы в мире, наводнённым нежитью. Вернувшись домой, он обнаруживает, что его жена и сын ушли. Чтобы найти свою семью, Рик отправляется в зону военной эвакуации в Атланте, но обнаруживает, что город был повержен ходячими мертвецами. Его спасает Гленн Ри, который приводит его в свой маленький лагерь выживших. Среди них Рик находит свою жену Лори и сына Карла. Зомби (называемые «ходячими») в конце концов атакуют группу. После нападения Шейн Уолш, друг и бывший напарник Рика, который провёл ночь с Лори и был одержим ей, пытается убить Рика. Карл стреляет в Шейна, чтобы защитить своего отца.
Miles Behind Us / Мили Позади (7—12)
Рик становится лидером группы. Он и остальные выжившие покидают Атланту и путешествуют по враждебной территории в поисках более безопасного убежища. Группа встречает Тайриза, его дочь и её парня. Все укрываются в Уилтшир-Эстейтсе, закрытом сообществе, но вынуждены уходить, когда их атакуют зомби. В конце концов, после того как Карла подстрелили, группа находит убежище на маленькой ферме. Владелец фермы, Хершел Грин и его семья отрицают природу ходячих и закрыли умерших близких и соседей в сарае. Группу Рика просят покинуть ферму. После этого они натыкаются на заброшенную тюрьму, которую решают сделать своим домом.
Safety Behind Bars / В безопасности за решёткой (13—18)
Группа начинает зачищать тюремный двор и один блок камер для жилых помещений. В кафетерии тюрьмы они встречают выживших заключённых. Рик приглашает Хершела и его семью приехать жить в тюрьму, и они соглашаются. Двое из членов группы совершают самоубийство, и кто-то начинает убивать других членов группы. Это оказывается заключённый Томас, осуждённый серийный убийца, которого в конечном итоге захватывают и убивают. Другие заключённые устраивают восстание.
The Heart’s Desire / Веление сердца (19—24)
Группе удаётся подавить восстание заключённых и обезопасить тюрьму. Владеющая катаной женщина по имени Мишонн приходит в тюрьму в поисках убежища и вызывает напряжённость среди группы Рика. Рик пытается спасти члена группы, укушенного в ногу, ампутируя её. Несмотря на получение медицинской помощи от Хершела, мужчина умирает. Рик и Тайриз вступают в борьбу, и сообщество решает создать совет с четырьмя лидерами вместо Рика.
The Best Defense / Лучшая защита (25—30)
Рик, Мишонн и Гленн наблюдают крушение вертолёта и покидают тюрьму, чтобы найти его. Они находят небольшой город под названием Вудбери, где укрылась большая, хорошо вооружённая и организованная группа выживших. Лидером Вудбери является человек, которого называют Губернатором. Губернатор захватывает группу Рика и допрашивает их. Он отрубает Рику правую руку, насилует и пытает Мишонн.
This Sorrowful Life / Эта горестная жизнь (31—36)
Рику, Гленну и Мишонн удаётся сбежать из Вудбери с помощью жителей города. Мишонн, прежде чем уйти, пытает губернатора. Они благополучно возвращаются в тюрьму, но обнаруживают, что орды зомби проникли внутрь. Оставшиеся в живых члены группы отбиваются от них. Рик рассказывает жителям тюрьмы о том, что произошло в Вудбери, и просит их подготовиться к битве.
The Calm Before / Затишье перед… (37—42)
Жизнь в тюрьме продолжается в темпе, считающимся нормальным в апокалиптическом мире. Гленн и Мэгги женятся. Несколько жителей ищут запасы и участвуют в перестрелке с людьми из Вудбери. Лори рожает девочку, которой дают имя Джудит. Дейл на задании сливает бензин из брошенных машин. Из-под машины выползает зомби и кусает Дейла за ногу. Друзья Дейла ампутируют ногу, и он выживает. Кэрол совершает самоубийство, позволяя зомби укусить её. К тюрьме с армией и танком приходит губернатор.
Made To Suffer / Обречённые страдать (43—48)
Губернатор выздоравливает и подготавливает Вудбери к битве. Армия губернатора нападает на тюрьму, но потом отступает. Несколько оставшихся в живых из группы Рика решают сбежать из тюрьмы, чтобы избежать возмездия губернатора. Тюрьма восстанавливается после нападения и губернатор нападает снова. Ушедшие члены группы возвращаются, чтобы поддержать жителей тюрьмы. Несмотря на это, многих из группы Рика убивают, в том числе Лори, Джудит, Тайриза и Хершела. Лилли, убившая по приказу губернатора Лори и Джудит, осознаёт, что она наделала и убивает его. Разрушенная тюрьма горит, а группа Рика рассеивается и убегает в разные стороны.
Here We Remain / Жизнь продолжается (49—54)
После разрушения тюрьмы и разделения группы, Рик и Карл ищут убежище в соседнем городе. Физическое и психическое состояние Рика начинает ухудшаться, в то время как Карл становится всё более независимым и отрешённым. В конце концов им удаётся воссоединиться со оставшимися в живых членами группы и вернуться на ферму Хершела. Три новых человека, Абрахам, Розита и Юджин, прибывают и сообщают группе, что они направляются в Вашингтон, округ Колумбия. Абрахам утверждает, что Юджин знает сыворотку против эпидемии. Группа Рика решает присоединиться к ним.
What We Become / Чем мы стали (55—60)
На пути в Вашингтон Мэгги пытается повеситься. Рик удерживает Абрахама, думающего, что она мертва, и не даёт ему выстрелить ей в голову. Рик, Абрахам и Карл направляются в родной город Рика, чтобы найти оружие. Они обнаруживают Моргана, с которым Рик встретился, после выхода из комы, и он присоединяется к группе Рика.
Fear The Hunters / Бойтесь охотников (61—66)
Группа Рика продолжает своё путешествие в Вашингтон и начинает подозревать, что за ними кто-то наблюдает. Они встречают священника Габриэля и присоединяются к нему в его церкви. Ночью группа каннибалов похищает Дейла. Перед смертью Дейл воссоединяется со своими друзьями. Разъярённая группа Рика выслеживает каннибалов и пытает их до смерти.
Life Among Them / Живые среди них (67—72)
По дороге в Вашингтон они обнаруживают, что Юджин лгал, что может излечить вирус. Они сталкиваются с дружелюбным человеком по имени Аарон, который утверждает, что он заслуживает доверия, и может сопроводить их в большое, живущее в изоляции, сообщество выживших, называемое Александрийской безопасной зоной. Александрийская безопасная зона — это обнесённое стеной сообщество, возглавляемое человеком по имени Дуглас Монро. Утомлённая группа Рика считает стабильность Александрии долгожданным изменением к лучшему, но остаётся настороже.
Too Far Gone / Нет пути назад (73—78)
Рик и его группа обосновываются в Александрии и устраиваются на работу в сообществе. Рик, пытаясь, как констебль, повысить безопасность и стабильность, останавливает опасного человека. Сообществу угрожают мародёры. Александрия побеждает в битве. Звуки выстрелов привлекают к Александрии огромную толпу ходячих мертвецов. Рик принимает командование сообществом на себя.
No Way Out / Безысходность (79—84)
Рик и его группа, несмотря на возражения некоторых жителей, становятся лидерами сообщества. Граждане Александрии обнаруживают, что у них возникли большие проблемы, когда толпа зомби ломает забор. Ходячие проламывают стены Александрии. Дугласа окружают и кусают, однако он успевает сделать ещё несколько выстрелов и случайно попадает Карлу в глаз. Жители Александрии бросают ходячим вызов и спасают свой город.
We Find Ourselves / Мы обретаем себя (85—90)
Александрия восстанавливается после нападения стада, и Рик принимает решения, которые должны привести к долгосрочной устойчивости Александрии. Карл находится в коме, остаётся неясно, сможет ли он выжить. Некоторые жители ставят под сомнение решения Рика и пытаются захватить контроль над Александрией. Рик подавляет восстание. Карл просыпается с амнезией.
A Larger World / Большой Мир (91-96)
Во время поиска припасов, жители Александрии встречают человека по имени Пол Монро. Монро утверждает, что он является вербовщиком группы, которая называется «колония Хилтоп» и состоит из 200 или более человек. Группа Рика отправляется в Хилтоп и обнаруживают, что её внешний вид кажется даже более безопасным, чем у Александрии, но у них есть опасные враги, называющие себя Спасителями. Спасители требуют половину еды и расходных материалов колонии в обмен на то, что они не будут нападать на Хилтоп.
Something To Fear / Повод для страха (97—102)
Группа Рика противостоит врагам Хилтопа — Спасителям. Спасители — это жестокая банда во главе с человеком по имени Ниган. Рик недооценивает Спасителей и отклоняет их угрозы и решает напасть на них. Однако им удаётся захватить лишь блокпост Спасителей. Рик и его люди решают напасть на них снова, но им это не удаётся сделать, поскольку Ниган берёт всех в плен и до смерти избивает Гленна своей битой «Люсиль».
What Comes After / Что будет дальше (103—108)
Группа Рика узнаёт, что значит жить по правилам Нигана. Рик разрабатывает новую стратегию борьбы со Спасителями, но после того, как Спасители собирают дань в Александрии, исчезает член его группы. Рик вынужден оставить свой план. Пол берёт Рика, чтобы попросить помощи у необычного человека по имени Иезекииль, лидера сообщества под названием «Королевство», которое базируется в Вашингтоне, округ Колумбия. Один из Спасителей предлагает свою помощь в битве против Нигана.
March to War / Маршем на войну (109—114)
Рик, Пол и Иезекииль решают довериться Спасителю, Дуайту, и попытаться положить конец власти Спасителей. Три сообщества объединяются, чтобы сформировать нападение, но Ниган приходит раньше времени чтобы забрать свою дань из Александрии. Альянс пытается убить Нигана, но он отступает и объявляет войну.
All Out War — Part One / Всеобщая война — Часть 1 (115—120)
Рик возглавляет свою объединённую с Хилтопом и Королевством армию для нападения на базу Спасителей — Святилище. Силы Рика получили преимущество и сумели поймать Нигана в ловушку в Святилище, но во время их атаки на аванпосты Нигана погибают многие из ближайших друзей Рика. Они задаются вопросом, была ли их первоначальная победа простой удачей. Ниган начинает контратаку на Александрию, и положение ухудшается.
All Out War — Part Two / Всеобщая война — Часть 2 (121—126)
В преддверии войны Ниган нападает на Александрию и Хилтоп и разрушает их оборону. На грани поражения Рик предлагает Нигану перемирие. Ниган попадает ловушку Рика. Рик перерезает ему горло и требует прекратить войну. Ниган выживает и Рик берёт его в плен.
A New Beginning / Новое начало (127—132)
После войны с Ниганом прошло два года. Цивилизация была восстановлена, и сообщества создали успешную торговую сеть. Карл переезжает в Хилтоп. Новая группа прибывает в Александрию и встречает заключённого в тюрьму Нигана.
Whispers into Screams / От шёпота к крику (133—138)
Появляется новая угроза — люди замаскированные под ходячих, называющие себя «Шепчущимися». В Хилтопе Карл дерётся с хулиганами, защищая Софию. Некоторые жители требуют, чтобы его арестовали. Тем временем Пол захватывает в плен члена Шепчущихся, Лидию, и осознаёт последствия новой угрозы для Хилтопа.
Life And Death / Жизнь и смерть (139—144)
Карл продолжает узнавать больше о Шепчущихся. Сделаны грубые ошибки и дано смертельное обещание. Оливия, Джош, Карсон, Тэмми Роуз, Люк, Эрин, Кен, Амбер, Луи, Оскар, Розита Эспиноза, Иезекииль убиты Шепчущимися. Родственники и друзья убитых пытаются разыскать их на ярмарке в Александрии. Андреа спрашивает Рика, что они будут делать теперь.
No way back / Ни шагу назад (145—150)
Рик раскрывает имена людей, погибших от рук Альфы и Шепчущихся. Жители общин требуют возмездия, а некоторые из них сомневаются в лидерстве Рика. Рик объявляет войну Шепчущимся и вынужден использовать бывшего врага в качестве крайней меры.
Call To Arms / Призыв к оружию (151—156)
Столкновение с Шепчущими приближается и Рик должен обеспечить готовность вновь сформированной армии сообщества, а также разрешить различные конфликты в стенах каждой общины, включая побег опасного заключённого.
The Whisperer War / Война шепчущихся (157—162)
Армия вступает в войну с Шепчущими и обе стороны несут огромные потери. Тем временем Шепчущиеся нападают на одну из общин и разрушают её оборону. Шепчущиеся раскрывают последний козырь и направляют громадное стадо ходячих к Александрии.
Certain Doom / Верная Смерть (163—168)
Стадо ходячих достигает Александрии. Рик и его община пытаются выжить, в то время как другие направляют стадо в море. Бывшие Спасители делают свой ход и нападают на сообщество.
Lines We Cross / Какие границы мы переступаем (169—174)
Недавние события привели Александрию в смятение, и теперь у всех, Рика, Дуайта, Юджина и Нигана, есть то, что они должны доказать.
New World Order / Новый мировой порядок (175—180)
Юджин возглавляет группу, направляющуюся с новой миссией в Огайо, где они сталкиваются с новым сообществом, отличающимся от всего, что они видели раньше.
The Rotten Core / Прогнившее Нутро (181—186)
Рик знакомит губернатора Содружества Памелу Мильтон с Александрией, Хилтопом и Королевством. Очень быстро начинают происходить ужасные вещи.
Rest in peace / Покойся с миром (187—193)
После смерти Рика Карл обнаруживает, что его убил сын Памелы Себастьян. 30 лет спустя Карл живёт простой сельской жизнью со своей женой Софией и их дочерью Андреа, которым он рассказывает историю своего отца.

## Специальные выпуски
История Мишон (16 марта, 2012)
Жизнь Мишонн в первые дни вспышки вируса. Также раскрывается личность двух ходячих, которых она водит за собой.
История Губернатора (13 февраля, 2013)
Первые годы Губернатора в качестве лидера Вудбери.
День Бесплатных Комиксов (4 мая, 2013)
Сборник историй Моргана, Мишон, Губернатора и Тайриза
История Моргана (5 мая, 2013)
Короткая история, состоящая из шести страниц, в которой рассказывается о приключениях Моргана во время первой зимы апокалипсиса.
История Тайриза (9 октября, 2013)
Жизнь Тайриза, его дочери Джули и её парня Криса в первые дни вспышки вируса.
Ходячие мертвецы: Чужак (20 апреля, 2016)
Короткая история, состоящая из 32 страниц, в которой рассказывается о приключении Джеффри Граймса (брата Рика) во время вспышки вируса в Барселоне, в Испании.
А вот и Ниган (27 апреля 2016 — 26 июля 2017); (4 октября, 2017 (твёрдая обложка))
Это отдельный том комикса «Ходячие мертвецы», в котором рассказывается предыстория Нигана, до вспышки вируса и после неё.
Ниган жив! (1 июля 2020)
Короткая история, состоящая из 36 страниц, рассказывающая историю Нигана после 174-го выпуска.
Рик Граймс 2000 (7 июля 2021 — 4 августа 2021)
Неканоническое продолжение сюжета из выпуска № 75, в которой Рик, после того, как его нокаутировала Мишон, внезапно просыпается в мире, где нашествие зомби является предвестником инопланетного вторжения.
Клементина жива! (7 июля 2021)
История связывает между собой серию видеоигр и предстоящую серию графических романов о Клементине.
Ходячие мертвецы: Клементина (22 июня 2022 — 25 июня 2025)
Продолжение истории Клементины после событий «видеоигр» и комикса «Клементина жива!».

## Награды
- Лучший комикс или графический роман 2010 года по версии Scream Awards
- Комикс The Walking Dead возглавил список бестселлеров по версии New York Times в категории «графическая новелла»

## Мир зомби
Образ зомби, разработанный в комиксе «The Walking Dead», наиболее похож на образ зомби, созданный Джорджем Ромеро в своих первых фильмах начала 1970-х годов. Это классические «медленные зомби», умершие и воскресшие вновь. Эти зомби достаточно живучи, способны переносить сильный холод зимой, при этом замерзая, они снижают свою активность, но способны восстановить её с наступлением тёплого времени года. Зомби не различают человеческую речь, реагируя лишь на громкие звуки. Основным способом идентификации зомби между собой является специфический запах; перенеся этот запах на свою одежду, человек становится для них незаметным. Эта особенность помогла Гленну и Рику пробраться в глубь Атланты в поисках оружия, а также Мишонн провести несколько месяцев в окружении зомби, фактически не имея убежища.
Зомби показаны в разной степени разложения, вплоть до полного скелетирования тела, но даже при этом они сохраняют некоторую двигательную способность. Наибольшую быстроту движения и реакции проявляют сразу после обращения, в первые месяцы существования, вследствие наилучшей сохранности тела. Единственный способ окончательного убийства зомби является сильное повреждение ЦНС, вследствие проламывания головы тяжёлым предметом, таким как лопата или молоток (любимое оружие Тайриза). Отсечения головы зомби недостаточно для его окончательного умерщвления, так как после этого голова всё ещё подаёт некоторые признаки активности.
Другой важной чертой является путь заражения, одним из которых, как полагают большинство, является укус (хотя на самом деле укус только убивает!). Известно, что причиной всему послужили военные разработки в области биологического оружия (правда со слов Юджина, которые нельзя считать истиной). В общем неизвестно, как именно проходит заражение; вероятней всего — воздушно-капельным (по воздуху) путём, поскольку все герои серии были заражены, даже избежавшие прямого контакта с зомби. Единственная возможность избежать смерти после укуса/царапины — оперативное ампутирование повреждённой части тела, если это возможно, в первые часы после ранения. При надлежащих условиях проведения операции человек выживает, что было доказано на примере ампутации правой ноги Аллена. Но независимо от причин смерти все люди воскреснут в виде зомби, что перекликается с концепцией зомби в творчестве Джорджа Ромеро, где действуют те же принципы.
В качестве пищи зомби привлекают не только люди, но и животные, хотя не показано, чтобы кто-либо из них превращался в «нежить» (позже, в одном из выпусков The Talking Dead, Роберт Киркман, отвечая на вопрос телезрителя, сообщает, что животные в зомби превращаться не могут). Зомби можно разделить на две основные категории: «блуждающие» и «стерегущие». Первые находятся в постоянном движении, основным фактором стимулирования которых являются громкие звуки и направление движения им подобных, с развитием сюжета упоминаются «стада» — огромные группы зомби, достигающие нескольких тысяч. «Стерегущие» зомби неподвижны и проявляют активность при непосредственном контакте с человеком или животным.

## Телевизионная адаптация
12 августа 2009 года было объявлено о начале производства одноимённого сериала, сюжет которого строится на основе комикса «The Walking Dead». Права на создание сериала приобрёл кабельный канал AMC, режиссёром и исполнительным продюсером в сотрудничестве с создателями комикса Робертом Киркманом и Тони Муром стал Фрэнк Дарабонт, известный экранизациями произведений Стивена Кинга.
Съёмки пилотной серии начались 15 мая 2010 года в Атланте, штат Джорджия. Вскоре AMC было анонсировано создание шести серий первого сезона. Съёмка остальных пяти эпизодов началась 2 июня 2010 года.
Премьера сериала состоялась 31 октября 2010 (Хеллоуин) года на канале АМС. Пилотный эпизод «Days Gone Bye» собрал аудиторию в 5.3 млн зрителей, что является лучшим результатом за всю историю кабельного телеканала AMC. Также премьера The Walking Dead стала лучшим дебютом в этом году среди всех кабельных телеканалов. В Америке сериал «Ходячие мертвецы» выходит на экраны по воскресеньям.
Телевизионная версия сильно отличается от комикса в плане сюжетной линии начиная с конца первой главы.

## Книги
Помимо сериала в США по мотивам комикса вышла серия книг:
| Название (РУС)                                           | Название (ENG)                                        | ISBN (USA)    | ISBN (RUS)        | Дата издания (USA) | Дата издания (РФ) | Автор(ы)                         |
| -------------------------------------------------------- | ----------------------------------------------------- | ------------- | ----------------- | ------------------ | ----------------- | -------------------------------- |
| Ходячие Мертвецы: Восхождение Губернатора                | The Walking Dead: Rise of the Governor                | 9780312547738 | 978-5-17-089869-5 | 11.10.2011         | Апрель, 2015      | Роберт Киркман и Джей Бонансинга |
| Ходячие Мертвецы: Дорога в Вудбери                       | The Walking Dead: The Road to Woodbury                | 9780312547745 | 978-5-17-090637-6 | 16.10.2012         | Июль, 2015        | Роберт Киркман и Джей Бонансинга |
| Ходячие Мертвецы: Просто ещё один день в офисе           | A Walking Dead Short: Just Another Day at the Office  | 9781466831964 | —                 | 08.12.2012         | —                 | Роберт Киркман и Джей Бонансинга |
| Ходячие Мертвецы: Падение Губернатора. Часть Первая      | The Walking Dead: The Fall of the Governor Part One   | 9781250020642 | 978-5-17-092865-1 | 08.10.2013         | Октябрь, 2015     | Роберт Киркман и Джей Бонансинга |
| Ходячие Мертвецы: Падение Губернатора. Часть Вторая      | The Walking Dead: The Fall of the Governor Part Two   | 9781447266822 | 978-5-17-093616-8 | 13.03.2014         | Март, 2016        | Роберт Киркман и Джей Бонансинга |
| Ходячие Мертвецы Роберта Киркмана: Нисхождение           | Robert Kirkman’s The Walking Dead: Descent            | 9781250057174 | 978-5-17-092935-1 | 14.10.2014         | Май, 2016         | Джей Бонансинга                  |
| Ходячие Мертвецы Роберта Киркмана: Вторжение             | Robert Kirkman’s The Walking Dead: Invasion           | 9781250058508 | 978-5-17-099117-4 | 06.10.2015         | Август, 2016      | Джей Бонансинга                  |
| Ходячие Мертвецы Роберта Киркмана: Найти и уничтожить    | Robert Kirkman’s The Walking Dead: Search and Destroy | 9781250058515 | 978-5-17-103632-4 | 18.10.2016         | Июнь, 2017        | Джей Бонансинга                  |
| Ходячие Мертвецы Роберта Киркмана: Возвращение в Вудбери | Robert Kirkman’s The Walking Dead: Return to Woodbury | 9781250058522 | —                 | 17.10.2017         | —                 | Джей Бонансинга                  |
| Ходячие Мертвецы Роберта Киркмана: Тайфун                | Robert kirkman’s The Walking Dead: Typhoon            | 9781508297116 | —                 | 01.10.2019         | —                 | Уэсли Чу                         |

## Игры
The Walking Dead, а также The Walking Dead: A Telltale Games Series и The Walking Dead: The Telltale Series — серия эпизодических графических приключенческих компьютерных игр, разработанная и изданная компаниями Telltale Games и Skybound Games по лицензии Skybound Entertainment в 2012—2019 годах. Состоит из четырёх основных сезонов и одного спин-оффа.
Главными героями первого сезона стали: заключённый по имени Ли Эверетт (Lee) и восьмилетняя девочка Клементина (Clementine), которым нужно будет помогать друг другу, зачастую принимая сложные решения, чтобы выжить.
Overkill’s The Walking Dead — компьютерная игра в жанре шутера от первого лица, разработчиком является студия Overkill Software, издателем — компании Starbreeze Publishing и 505 Games. Выход игры состоялся 6 ноября 2018 года на платформе Microsoft Windows.
Игра основана на комиксе Роберта Киркмана. Также игра входит во вселенную данного комикса.
The Walking Dead: Survival Instinct (в русской локализации — The Walking Dead. Инстинкт выживания) — компьютерная игра в жанре шутера от первого лица, разработанная компанией Terminal Reality. В отличие от The Walking Dead: The Game (2012), основанной на одноимённых комиксах, данная игра базируется на одноимённом телесериале